# توني فيرنانديز
توني فيرنانديز (بالملايوية: Tony Fernandes)‏ هو رائد أعمال ماليزي، ولد في 30 أبريل 1964 في كوالالمبور في ماليزيا.